# Eenvormige klaverroest
De eenvormige klaverroest (Uromyces trifolii) is een roestschimmel die behoort tot de familie Pucciniaceae. De waardplant van deze biotrofe parasiet is rode klaver (Trifolium pratense), aardbeiklaver (Trifolium fragiferum) en witte klaver (Trifolium repens).  Hij komt voor op bladnerven en bladstelen en veroorzaakt zwellingen en misvormingen. Hij kent alleen telia.

## Kenmerken
Uiterlijke kenmerken
Eenvormige klaverroest is alleen met het blote oog te herkennen aan de sporenafzettingen die uitsteken op het oppervlak van de waardplant. Ze groeien in groepejes en verschijnen als geelachtige tot bruine vlekken en puisten op bladoppervlakken.
Microscopische kenmerken
Zoals bij alle Puccinia-soorten groeit het mycelium van Uromyces trifolii intercellulair en vormt het zuigfilamenten die in het weefsel van de waardplant groeien. De spermogonia en aecia van de soort zijn onbekend. Hetzelfde geldt voor hun uredia. De telia van de soort die langs de bladnerven en bladstelen van de waardplantbladeren groeit, is chocoladebruin, poederachtig en onbedekt. De heldere kastanjebruine teliosporen zijn eencellig, gewoonlijk ovaal tot bolvormig, enigszins wrattig en gewoonlijk 22-27 × 17-20 micron groot. Hun steel is kleurloos.

## Verspreiding
Hij is wijdverbreid in grote delen van de wereld. In Nederland komt eenvormige klaverroest uiterst zeldzaam voor.